# Tourningal
Tourningal (ou Tourngol, Tourningol, Tournigal) est un village du Cameroun situé à l'est de Ngaoundéré, dans le département de la Vina et la commune de Belel. C'est un carrefour entre le centre et l'est de la région de l'Adamaoua.
Un peu à l'est de Tourningal il est de croyance populaire qu'il existait dans le passé des villages plus importants sur les hauteurs du plateau de l'Adamaoua.[réf. nécessaire]

## Population
En 1969 la localité comptait 910 habitants, des Peuls. À cette date, elle disposait d'une école publique à cycle incomplet. Un marché s'y tenait le lundi.
Lors du recensement de 2005, on y a dénombré 1 134 personnes.